# Mohsen Makhmalbaf
Mohsen Makhmalbaf (em persa محسن مخملباف, Teerã, 29 de maio de 1957) é um  cineasta, escritor, editor, ator e produtor de filmes iraniano. Ele é atualmente o presidente da Academia de Cinema Asiática.
Os filmes de Makhmalbaf têm sido amplamente apresentados em festivais internacionais de cinema nos últimos dez anos. O director multi-premiado pertence ao movimento new wave do cinema iraniano.
Alguns de seus filmes foram exibidos no Canal Futura, no Cine Conhecimento.

## Biografia
Em sua adolescência, ele lutou contra a ditadura no Irã e foi ferido por tiros de bala pela polícia e passou cerca de cinco anos de prisão como um prisioneiro político. Ele perdeu o uso das pernas, como resultado de tortura e foi submetido a operações diversas, antes que ele conseguisse voltar a andar. Ele começou a escrever a história ao mesmo tempo na prisão e se virou para o cinema depois de sua libertação. Ele é, no entanto, ainda ativista pelos direitos humanos no Afeganistão, Tadjiquistão e Irã. Em 2007, a polícia secreta iraniana plantou uma bomba que explodiu em uma cena em que ele estava filmando em uma tentativa de matá-lo, mas ele conseguiu sobreviver. Os responsáveis alegando que a explosão enviou uma mensagem: "Esta bomba foi em retaliação a um tabu de quebra nos dois filmes com o título" Sexo e filosofia "(Tajiquistão, 2005) e "Grito  das formigas, (India, 2006).

### Carreira cinematográfica
Makhmalbaf tem escrito 27 livros literários e histórias e dirigiu 25 filmes em seis países: Irã, Afeganistão, Turquia, Paquistão, Tajiquistão e na Índia. Objecto de obras de Makhmalbaf é o homem e sua agonia, característica típica do cinema verdade. Ele foi agraciado com um Doutoramento Honoris Causa em Literatura pela Universidade de St. Andrews, na Escócia, de 2010, título honorário de Doutor de Cinema da Universidade de Nanterre, na França 2010, bem como mais de 40 prêmios internacionais, incluindo Marshall de Arte e Literatura da França em 1998, Prémios Sergei Parajanov da Armênia em 2006, François Truffaut prêmio da Itália em 2002, Federico Fillini da UNESCO em 2001, Liberdade para Criar Prize para a criação artística da Inglaterra em 2009, Alhambra Prêmio da Espanha em 2007, Grande prêmio de Direitos Humanos de Nuremberg, na Alemanha em 2009 e Courage Award Bravery Roma e em 2006. 
No Pusan Film Festival, o festival de cinema mais importantes da Ásia, aclamado como o melhor director de cinema asiático em 2003 e ele foi eleito como o Presidente da Asian Film Academy em 2007. Kandahar (Afeganistão), o vencedor do Grande Prémio da Sociedade de Igrejas do Mundo em festival de cinema de Cannes de 2001, foi escolhido como um dos melhores 100 filmes na história do cinema mundial em 2001 pela revista Times e quebrou o recorde de melhor a venda de filmes asiáticos na história do cinema na Itália e foi rastreadas simultaneamente em 107 cinemas italianos em 2001. O Ciclista (Paquistão - Índia - Irã) ganhou o prêmio de melhor filme em Rimini - Itália em 1989 e os melhores Hawaii - America filme em 1991, que está entre os filmes mais adorados de Makhmalbaf no cinema mundial. Salaam Cinema (Irã), como um crítico da autoridade foi elogiado no Festival de Cannes de 1995, vencedor do melhor filme no Festival Internacional de Cinema de Munique, Alemanha 1996 é agora ensinada globalmente em escolas de arte cinematográfica como uma nova técnica no documentário e cinema  social. Gabbeh (Irã), filme poético na secção oficial do Festival de Cannes de 1996, foi eleito pela revista Times como um dos dez melhores filmes da década de 90. 
Também foi escolhido como o melhor filme asiático no Festival de Cinena de Singapura em 1997 e o melhor filme no Tokyo Artística (Japão 1996), eo vencedor do Prêmio da Crítica Internacional e do melhor director no Festival Sitguess na Espanha, 1996. Silence (Tajiquistão), filme exibido em Veneza, de 1997, o vencedor de Arte, Natureza humana e também o vencedor do Prêmio de Ouro do Parlamento italiano no Festival de Veneza. A Moment Of Innocence (Irã), elogio para a não-violência, é um dos dez melhores filmes da década de 90, escolhida pela cabeça dos Festivais mundiais do cinema em 2000 e vencedor do Prêmio Especial do Júri e o Locarno Festival Youth Award de Ouro em 1997. 
Horário do Amor (Turquia), exibido em seção que diz respeito incerto do Festival de Cannes de 1995, é a história de amor de uma mulher casada, um filme que causou meses de conflito entre papéis de direita e Makhmalbaf no Irã. Este filme foi proibido no Irã desde então. O público entusiástico iraniano que só tinha uma chance de assistir ao filme no festival tinha a fila por dois dias e noites. Com a proibição do filme, o livro intitulado "Time of Love" (Tempo do Amor, Editora Moderna no Brasil) foi reeditado treze vezes e mais de 100.000 cópias foram vendidas. Isso foi em um país onde um livro é publicado em mais de 3000 cópias. 

O Alfabeto Afegão (Irã - Afeganistão), documentário, foi o vencedor do melhor filme no Festival de Cinema de Arte do Documento na Alemanha, bem como o vencedor do Thessaloniki Prêmio Humanitário Honorário da Grécia. Este filme conseguiu mudar a lei em favor dos refugiados afegãos no Irã que as crianças foram proibidas de freqüentar escolas e, finalmente, após o lançamento do filme durante a presidência de Khatami, o presidente democrático do Irã, abiru as portas da escola a meio milhão de afegãos depois de oito anos e cerca de 1200 jovens refugiados afegãos foram aceites em universidades iranianas. 
| “ | O filme, Alfabeto Afegão, provou que o cinema pode levar a grandes convulsões sociais e se eu tivesse nascido para fazer apenas um filme como este, que teria valido a pena. | ” |

Makhmalbaf, além do cinema, viveu no Afeganistão por um período de dois anos e conseguiu realizar 82 projetos de direitos humanos. Isto incluiu a construção de escolas nas cidades de Herat e Zaranj e o ensino de cinema, bem como ajudando a configurar o cinema afegão, que havia sido totalmente destruído durante o regime talibã. Livros Makhmalbaf são escritos em persa, e alguns dos eles foram publicados em várias línguas, como "O Jardim de Cristal", que é um crítico do Estado pós-revolucionário das mulheres iranianas, em Inglês, Francês, italiano, grego, português e persa ... e "Buda não foi demolido no Afeganistão, ela caiu de vergonha "sobre os trágicos acontecimentos no Afeganistão durante o regime talibã" livro em japonês, francês, Português, Coreano, Hindi, Italiano, Grego, Inglês e persa ... Makhmalbaf ensinou cinema para sua família. A Universidade de Boston concedeu-lhe com o prêmio do Museu de Belas Artes para a sua nova técnica. Ele também foi agraciado com o Prêmio do Ciclo de Ouro no Festival de Cinema de Vesoul, na França. 
Os festivais do mundo cinematográficos como Cannes, Veneza, Berlim aprovaram o que ele havia ensinado. Samira Makhmalbaf quebrou o recorde na história do cinema como a mais jovem directora do mundo que participam na seção oficial do Festival de Cinema de Cannes com seu filme intitulado Apple (Irã, 1998). Ela recebeu o Prêmio Especial do Júri da Secção Competitiva do Festival de Cinema de Cannes duas vezes sucessivamente com as idades de 20 e 22 anos de seus filmes intitulado "The Black Board" (Irã, 2000) e "Às cinco da tarde" (Afeganistão, 2002). Samira em 2003 foi selecionada como uma dos quarenta melhores directores do mundo pelo jornal The Guardian. Hana Makhmalbaf deslumbrando com a idade de 13 com seu documentário intitulado "Joy of Madness" no Festival de Veneza em 2003. Na idade de 18 ela foi premiada com o "Urso de Cristal" de Berlim e San Sebastian "Prêmio do Grande Júri" para seu filme intitulado "Buddha Collapsed out of Shame", em 2007. Marziyeh, a esposa de Makhmalbaf, se destacou no Festival de Veneza com ela dois longas-metragens inclinado "O dia que me tornei uma mulher", 2000 e "Stray Dogs" em 2003. 
Filmes da família Makhmalbaf têm sido exibidos em mais de 50 países e foram mostrados mais de 2000 vezes nos festivais de todo o mundo e têm tomadas cerca de 110 prêmios internacionais. Apesar de prêmios, a família Makhmalbaf são mantidos no Museu do Cinema iraniano, suas obras são proibidas no Irã de ser mostradas. Em 2005, quando Mahmoud Ahmadinejad chegou ao poder, Mohsen Makhmalbaf deixou o Irã como um protesto contra a ditadura fascista iraniana e em vidas presentes no exílio com sua família. Ele tem vivido no Afeganistão, Tajiquistão, Índia e França nos últimos anos.

## Filmes

### Roteirista
- The Man Who Came with the Snow (2009) (roteiro)
- Asbe du-pa (2008) (escritor)
- Faryad moorcheha (2007)
- Shaere zobale-ha (2005) ... ou "O Grito das Formigas" - Brasil (título do festival)
- Sex o phalsapheh (2005)
- The Chair (2005)
- Às Cinco da Tarde (2003) (romance) ... ou "Panj é asr" - Iran (título original)
- Alefbay-e afghan (2002) ... ou "O Alfabeto Afegão" - Brasil (título do festival)
- A Caminho de Kandahar (2001) ... ou "Safar e Ghandehar" - Iran (título original) ... ou "Kandahar" - Portugal
- Roozi ke zan shodam (2000)
- Tales of an Island (2000) (segment Testing Democracy)
- Takhté siah (2000)
- Ghessé hayé kish (1999) (segmento "Door, The")
- Sokout (1998) (escritor)
- Sib (1998) (escritor) ... ou "A Maçã" - Brasil (título para TV a cabo)
- Madresei keh baad bord (1998) (escritor)
- Um Instante de Inocência (1996) ... ou "Nun va Goldoon" - Iran (título original)
- Gabbeh (1996)
- Salaam Cinema (1995)
- Honarpisheh (1993) (escritor)
- Images from the Ghajar Dynasty (1993) (escritor)
- Mard-e na-tamam (1992)
- Nassereddin Shah, Actor-e Cinema (1992)
- Shabie-Zayendeh-Rood (1991)
- Farmandar (1990)
- Nobat e Asheghi (1990)
- Dastforoush (1989) (escritor)
- Arousi-ye Khouban (1989) (escritor)
- Madrese-ye Rajayi (1989)
- Bicycleran (1987)
- Baykot (1985)
- Zangha (1985)
- Do Cheshman Beesu (1984)
- Este'aze (1984)
- Tobeh Nosuh (1983) (escritor)
- Hesar dar Hesar (1982)
- Marg Deegari (1982)
- Towjeeh (1981)

### Editor (nas décadas dos anos
- Asbe du-pa (2008)
- Faryad moorcheha (2007)
- Shaere zobale-ha (2005) ... ou "O Grito das Formigas" - Brasil (título do festival)
- Sex o phalsapheh (2005)
- The Chair (2005)
- Às Cinco da Tarde (2003) ... ou "Panj é asr" - Iran (título original)
- 11 de Setembro (2002) (segmento "Iran") ... ou "11'0901 - September 11" - UK (título original)
- Alefbay-e afghan (2002) ... ou "O Alfabeto Afegão" - Brasil (título do festival)
- A Caminho de Kandahar (2001) ... ou "Safar e Ghandehar" - Iran (título original) ... ou "Kandahar" - Portugal
- Takhté siah (2000)
- Ghessé hayé kish (1999) (segmento "The Door")
- Sokout (1998)
- Sib (1998) ... ou "A Maçã" - Brasil (título para TV a cabo)
- Madresei keh baad bord (1998)
- Um Instante de Inocência (1996) ... ou "Nun va Goldoon" - Iran (título original)
- Gabbeh (1996)
- Salaam Cinema (1995)
- Honarpisheh (1993)
- Mard-e na-tamam (1992)
- Nassereddin Shah, Actor-e Cinema (1992)
- Shabhaye Zayendeh-Rood (1991)
- Deedeh-Ban (1990)
- Del Namak (1990)
- Farmandar (1990)
- Nobat e Asheghi (1990)
- Dastforoush (1989)
- Arousi-ye Khouban (1989)
- Madrese-ye Rajayi (1989)
- Bicycleran (1987)
- Baykot (1985)
- Este'aze (1984)

### Director (Realizador)
- The Man Who Came with the Snow (2009)
- Faryad moorcheha (2007)
- Sex o phalsapheh (2005)
- The Chair (2005)
- Alefbay-e afghan (2002) ... ou "O Alfabeto Afegão" - Brasil (título do festival)
- A Caminho de Kandahar (2001) ... ou "Safar e Ghandehar" - Iran (título original) ... ou "Kandahar" - Portugal
- Tales of an Island (2000) (segmento "Testing Democracy")
- Ghessé hayé kish (1999) (segmento "Door, The")
- Sokout (1998)
- Madresei keh baad bord (1998)
- Um Instante de Inocência (1996) ... ou "Nun va Goldoon" - Iran (título original)
- Gabbeh (1996)
- Salaam Cinema (1995)
- Honarpisheh (1993)
- Images from the Ghajar Dynasty (1993)
- Nassereddin Shah, Actor-e Cinema (1992)
- Shabhaye Zayendeh-Rood (1991)
- Nobat e Asheghi (1990)
- Dastforoush (1989)
- Arousi-ye Khouban (1989)
- Bicycleran (1987)
- Baykot (1985)
- Do Cheshman Beesu (1984)
- Este'aze (1984)
- Tobeh Nosuh (1983)

### Produtor
- Asbe du-pa (2008) (produtor)
- Sex o phalsapheh (2005) (produtor)
- Lezate divanegi (2003) (produtor) ... ou "Alegria da Loucura" - Brasil (título do festival)
- Osama (2003) (produtor executivo)
- Às Cinco da Tarde (2003) (produtor) ... ou "Panj é asr" - Iran (título original)
- A Caminho de Kandahar (2001) (produtor) ... ou "Safar e Ghandehar" - Iran (título original) ... ou "Kandahar" - Portugal
- Roozi ke zan shodam (2000) (produtor)
- Takhté siah (2000) (produtor: Fabrica Cinema)

### Ator
- Tales of an Island (2000) .... (segmento "Testing Democracy")
- Um Instante de Inocência (1996) .... The Director ... ou "Nun va Goldoon" - Iran (título original)
- Do Cheshman Beesu (1984)

### Várias equipes
- Raye makhfi (2001) (ideia)
- Director de Fotografia:
- Tales of an Island (2000) (segmento "Testing Democracy")

### Departamento de arte
- Sokout (1998)

### Director de arte
- Bicycleran (1987)

Agradecimentos:
- Boomin' Granny (2008) (V) (agradecimentos especiais: for making Kandahar)
- O Caçador de Pipas (2007) (agradecimentos) ... ou "The Kite Runner" - USA (título original) ... ou "O Menino de Cabul" - Portugal (imdb display title)

### Próprio
- Salam Cinema: Die iranische Familie Makhmalbaf und ihre Filme (2006) (TV) .... Ele mesmo

L'Iran: une révolution cinématographique (2006) (TV) .... Ele mesmo ... ou "Irã: Uma Revolução Cinematográfica" - Brasil (título do festival)
- Cinema Iran (2005) (TV) .... Ele mesmo
- Lezate divanegi (2003) .... Ele mesmo

... ou "Alegria da Loucura" - Brasil (título do festival)
- Alefbay-e afghan (2002) (sem créditos) .... Narrator and Interviewer

... ou "O Alfabeto Afegão" - Brasil (título do festival)
- Samira cheghoneh 'Takhté siah' rol sakht (2000) .... Ele mesmo
- Friendly Persuasion: Iranian Cinema After the 1979 Revolution (2000) .... Ele mesmo
- Cinema Cinema (1997) .... Mohsen Makhmalbaf
- Stardust Stricken - Mohsen Makhmalbaf: A Portrait (1996) .... Ele mesmo
- Salaam Cinema (1995) .... Ele mesmo
- Nema-ye Nazdik (1990) .... Ele mesmo